# Henry Goodley
Henry Goodley (Nottingham, 1880 – Olaszország, 1951) angol nemzetközi labdarúgó-játékvezető. Polgári foglalkozása újságíró. Neve Harry Goodley formában is megtalálható.

## Pályafutása

### Labdarúgóként
Olaszországba költözött, ahol az iparban Alfred Dicknek dolgozott, munka mellett az 1900-as években a Juventus FC labdarúgójaként tevékenykedett.

### Labdarúgó-játékvezetőként

#### Nemzeti játékvezetés
A kor igényeinek megfelelően labdarúgóként és játékvezetőként tevékenykedett. Sportvezetőinek javaslatára lett a Prima Categoria játékvezetője.

#### Nemzetközi játékvezetés
Az Olasz labdarúgó-szövetség Játékvezető Bizottsága (JB) 1910-ben terjesztette fel nemzetközi játékvezetőnek, a Nemzetközi Labdarúgó-szövetség (FIFA) bíróinak keretébe. Több nemzetek közötti válogatott és klubmérkőzést vezetett. Az aktív nemzetközi játékvezetéstől 1913-ban búcsúzott.

## Magyar vonatkozás
| Időpont         | Helyszín               | Mérkőzés típusa         | Mérkőzés                 | Eredmény | Nézők száma |
| --------------- | ---------------------- | ----------------------- | ------------------------ | -------- | ----------- |
| 1911. január 6. | Civica Stadion, Milánó | 29. válogatott mérkőzés | Olaszország–Magyarország | 0 : 1    | 4 500       |

## Külső hivatkozások
- Henry Goodley. World Referee. (Hozzáférés: 2012. április 8.)[halott link]
- Henry Goodley. footballzz.com. (Hozzáférés: 2012. április 8.)
- Henry Goodley. footballdatabase.eu. (Hozzáférés: 2012. április 8.)
- Henry Goodley. eu-football.info. (Hozzáférés: 2012. április 8.)
- Henry Goodley. iffhs.de. (Hozzáférés: 2012. április 8.)